# 羅斯柴爾德島
羅斯柴爾德島（英語：Rothschild Island）是南極洲的島嶼，位於亞歷山大一世島北岸以西5英里，島嶼長39公里，大部分土地被冰雪覆蓋，該島在1908年至1910年被法國南極考察隊發現，阿根廷、智利和英國均宣稱擁有主權。
69°36′S 72°33′W / 69.600°S 72.550°W